# Naravno načrtovanje družine
Naravno načrtovanje družine (NND) se navezuje na metode načrtovanja družine, ki temeljijo na opazovanju telesnih znakov za določanje plodnih in neplodnih dni menstruacijskega ciklusa, ne da bi posegale v naravno telesno dogajanje. Osnovane so na opazovanju znakov, kot so učinki hormonov na bazalno telesno temperaturo in spremembe sluzi ter položaju materničnega vratu.
Učinkovitost je zelo raznolika, odvisno od uporabljene metode, ustrezne poučitve in skrbnosti pri upoštevanju postopka. Največja študija naravnega načrtovanja družine je bila opravljena na 19.843 ženskah v Kalkuti (Indija) različnih kulturno-družbenih ozadij. Stopnja nepričakovane nosečnosti je znašala ena nosečnost na 500 uporabnic letno. Študija je bila po objavi deležna kritik metodološke pomankljivosti in selektivne in zavajujoče predstavitve izsledkov.

## Zgodovina
Naravna metoda načrtovanja družine je sama po sebi novejšega izvora in izhaja iz 20. stoletja, pred tem pa je bilo naravno načrtovanje družine povezano zlasti z vprašanjem vzdržnosti in tem, ali je v zakonu moralno sprejemljiva.

### Do 20. stoletja
Že v Prvi Mojzesovi knjigi (Geneza) je obsojeno dejanje, ko Onan izpusti seme na tla, namesto da bi obudil potomstvo umrlega brata, kot mu je naročil oče (1 Mz 38). Po judovskem pojmovanju je v moškem semenu vsebovano življenje, zapravljanje tega pa nesprejemljivo. Kasneje apostol Pavel zakoncem zapiše, da bi sicer želel, da bi vsi ljudje bili kakor on (neporočen), a naj si drug drugemu izpolnita dolžnost, "razen morda za nekaj časa, in sicer sporazumno, da se bosta lahko posvetila molitvi" (1 Kr 7,5).
V odgovoru manihejcem, ki so ustvarjanje otrok razumeli kot nemoralno, češ da duša ob rojstvu postane ujeta v manjvredno telo, in zaradi tega prakticirali abstinenco, sv. Avguštin njihovo prakso obsoja. Pravi, da imajo zakonsko življenje za zadoščevanje poželenju, ne pa posredovanje novega življenja.
Namerni izpust semena zunaj zakonskega dejanja (samozadovoljevanje) sv. Tomaž Akvinski opiše kot nenraven. Ko posredovanja življenja ni mogoče po nesreči, npr. pri nerodovitnosti, dodaja, da zakonsko dejanje ni grešno.
Tridentinski koncil ločitev za določen ali nedoločen čas, v katerem zakonca ne bi bivala skupaj ali si delila postelje, dovoljuje. Danes kanonsko pravo v kontekstu, da se zakonca po fizični ločitvi vrneta v skupno življenje, pozna pod terminom »ločitev od mize in postelje« (ZCP kann. 1151–1155).
Nenaravnemu načrtovanju družine so nasprotovali tudi protestantje, kot so Martin Luther, Jean Calvin, John Wesley.
Prvi zapisi o uporabi koledarske metode za načrtovanje nosečnosti so se pojavili sredi 19. stoletja. Cerkev jo je 1854 odobrila kot sprejemljivo, če poteka brez umetnih oz. nenaravnih posegov. Kasneje je spovednikom naročila, naj spovedniki pare, za katere bi bilo to dobro, o metodi tudi poučijo.

### Od 20. stoletja naprej
V 20. stoletju se je poznavanje ženskega ciklusa in ovulacije z medicinskega vidika močno razvilo, s tem pa so vzniknile tudi nove metode za naravno načrtovanje družine, npr. ritmična in temperaturna. 
Obenem je papež Pij X. leta 1930 izdal encikliko Casti connubi, v kateri je poleg že reproduktivnega vidika spolnosti poudaril tudi njen združevalni vidik: spolnost je namenjena tudi odnosu med zakoncema in nobenih moralnih zadržkov ni, ko jo uživata tudi v času, ko do spočetja novega življenja ne more priti, npr. med nosečnostjo in menopavzo.
V drugi polovici 20. stoletja je odkritje povezave med sluzjo materničnega vratu in plodnostjo spodbudilo nastanek ovulacijske metode.
Drugi vatikanski koncil se je vprašanja načrtovanja družine dotaknil v konstituciji Gaudium et spes, kjer pravi:
Zato pravilno pojmovana zakonska ljubezen in celotni iz te izvirajoči način družinskega življenja – ne da bi podcenjevali druge namene zakona – težita za tem, da bi bili zakonci pripravljeni pogumno sodelovati z ljubeznijo Stvarnika in Odrešenika, ki hoče po njih nenehno večati in bogatiti svojo družino.
Odgovore na vprašanja o posredovanju človeškega življenja je sv. Pavel VI. zbral v okrožnici Humanae vitae iz 1968. V njej je zavrnil vsa umetna in druga kontracepcijska sredstva, napovedal njihove posledice ter spodbudil naravne metode načrtovanja družine. Ob tem dodaja:
Ko ohranja zakonsko nravnost v njeni celosti, se Cerkev zaveda, da prispeva k obnovitvi resnično človeške civilizacije. Spodbuja človeka, naj se ne odreče svoji odgovornosti in naj ne postane suženj tehničnih sredstev.

## Metode naravnega načrtovanja
Naravno načrtovanje družine pozna širok spekter metod. Skupna jim je dosledna uporaba, natančno merjenje, samopoznavanje in sodelovanje obeh partnerjev. Izvajajo se lahko ob pomoči mobilnih aplikacij, a ker te pogosto temeljijo na manj zanesljivi koledarski metodi, so priporočljive takšne, ki vključujejo kombinirano opazovanje različnih znakov plodnosti. Najpogostejše metode so:

### Ovulacijska metoda
Metoda, znana tudi kot Billingsova metoda, temelji na opazovanju sluzi materničnega vratu, ki se spreminja med celotnim menstrualnim ciklom. Po nekaj dneh menstruacije sluzi ni, nato pa se pojavi »manj plodna« sluz, ki je vizkozna, lepljiva, motno bela ali rumena in med prsti nevlečljiva. Z dvigom nivoja estrogena se količina sluzi poveča. Postane bistra, vlažna, prožna, tanka in nitasta oz. »plodnejša« sluz, ki semenčicam olajša pot v notranjost.  Po ovulaciji se sluz ponovno spremeni. Postane gosta in nevlečljiva ter znova se pojavi občutek suhosti, kar označuje obdobje poznih neplodnih dni. Na maternično sluz lahko vplivajo tudi zunanji dejavniki, kot so zdravila, dojenje, potovanja, sprememba telesne teže, stres in različne bolezni.

### Temperaturna metoda
Temelji na merjenju jutranje oz. bazalne telesne temperature, ki se ciklično spreminja glede na delovanje jajčnikov. Na podlagi temperaturnih krivulj je možno določiti plodne dneve, saj so raziskave pokazale, da ovulacija nastopi en do dva dni pred zvišanjam bazalne temperature, s čimer se telo pripravi na morebitno spočetje. Zviša se zaradi progesterona, ki ga prične izločati rumeno telesce, in sicer za približno 0,2–0,4 °C, kar traja do naslednjega ciklusa. Meritve je treba opravljati redno z istim termometrom in na istem mestu, sicer pa je slabost metode v dejavnikih, ki vplivajo na spremembo temperature, kot so prehlad, neprespanost ali stres.

### Simpto-termalna metoda
Temelji na opazovanju dveh ali več telesnih znakov. Zaradi kombinirane uporabe različnih metod velja med najzanesljivejše. Poleg telesne temperature se spremlja npr. sluz materničnega vratu in spremembe v njeni konsistenci, odprtost in lega materničnega vratu, napetost dojk, instermenstrualna bolečina in krvavitve.

### Koledarska metoda
Metoda, ki sta jo razvila Knaus in Ogino, sodi med najstarejše. Zahteva spremljanje menstrualnega ciklusa in formule, ki določa začetek in konec plodnega obdobja. Zdravnika sta ugotovila, da se ovulacija zgodi med 12. in 16. dnem pred naslednjo menstruacijo. Ob upoštevanju življenjske dobe semenčic sta izračunala plodno obdobje in določila od 10 do 17 plodnih dni med dvema menstruacijama.

### Laktacijska amenoreja (LAM)
V obdobju dojenja zaradi spremenjenega hormonskega stanja do ovulacije ne pride. Redno in pogosto dojenje za dobo prvih šestih mesecev oz. do menstruacije ščiti pred zanositvijo.